# Jan van Mieris
Jan van Mieris (født 17. juni 1660, død 17. marts 1690) var en hollandsk kunstner fra den Den hollandske guldalder.
Han var født i Leiden, som den ældste søn af Frans van Mieris den ældre og blev oplært i maleriet af sin far og af Gerard de Lairesse. I hans ungdom forhindrede forskellige sygdomme ham i at udføre og komme videre i sit erhverv. Omkring 1686-7 drog han først til Tyskland og derfra videre til Florence, hvor hans fars navn gav ham en var modtagelse af storhertugen af Toscana Cosimo 3. af Toscana. Dernæst fortsatte han til Rom hvor hans talent allerede var velkendt, og hans værker meget eftertragtede. Men hans helbred forværredes, og han døde snart efter.